# رابرت مارتین فریکز
رابرت مارتین فریکز (انگلیسی: Robert Frakes؛ زادهٔ ۱ ژانویهٔ ۱۹۶۲) اهل ایالات متحده آمریکا و یک محقق کلاسیک آمریکایی است. او رئیس دانشگاه ایالتی کالیفرنیا در بیکرزفیلد است، جایی که او همچنین استاد تاریخ است. تحقیقات او مربوط به «تاریخ سیاسی، حقوقی و مذهبی در امپراتوری روم» بعدی است. او فرزند مورخ آمریکایی جورج ادوارد فریکز است.